# Radioåret 1935

## Händelser

### Januari
- 1 januari - 10 år efter starten har SR 700 00 licenser. Vart tredje svenskt hushåll har radio, och bara Storbritannien och Danmark är radiotätare i Europa [1].
- 23 januari - Stationen 1YA Auckland i Nya Zeeland flyttar in i nya lokaler, byggda för sändningar.[2]

## Radioprogram
- 26 maj - Premiär i Sveriges Radio för föregångaren till Allsång på Skansen.

## Debuter
- 4 januari – Bob Hope gjorde sin radiodebut i showen The Intimate Revue.
- 5 december – Bing Crosby blir gästprogramledare för Kraft Music Hall (och följande månad efterträder han Paul Whiteman som ordinarie programledare).

## Födda
- 13 januari - Peder Svan, programledare för Kom hör min vackra visa, 1990–1996 i Sveriges Radio P2.
- 31 oktober - Pelle Bergendahl, chef för Sveriges Radio Göteborg.
- 7 november - Staffan Heimerson, utrikeskorrespondent för Sveriges Radio.

### Fotnoter
1. ↑  100 år med Aftonbladet – "Hallå, hallå!" – Nu blir det radio, 1999
2. ↑  An Encyclopedia of New Zealand 1966